# Mekinje, Kamnik
Mekinje este o localitate din comuna Kamnik, Slovenia, cu o populație de 1.493 de locuitori.